# Lordotus schlingeri
Lordotus schlingeri är en tvåvingeart som beskrevs av Hall och Neal L. Evenhuis 1982. Lordotus schlingeri ingår i släktet Lordotus och familjen svävflugor. Inga underarter finns listade i Catalogue of Life.